# Afrikaanstalige Wikipedia
De Afrikaanstalige uitgave van Wikipedia is op 16 november 2001 van start gegaan en was de elfde internetencyclopedie van Wikipedia die het levenslicht zag. Deze Wikipedia had in april 2014 circa 31.000 artikelen.
Het Afrikaans, dat hoofdzakelijk in Zuid-Afrika en buurland Namibië wordt gesproken, is nauw verwant aan het Nederlands. Hierdoor levert het lezen en bijdragen van deze Wikipedia voor Nederlandstaligen in het algemeen niet veel moeilijkheden op. 3,5% van alle bezoeken komen uit Nederland en 0,4% van alle bewerkingen worden uit België gedaan op de Afrikaanstalige Wikipedia. De Afrikaanse Wikipedia heeft ook een speciale pagina voor samenwerking tussen de twee talen.
Het was de eerste Wikipedia in een taal uit Afrika die de grens van 100.000 artikelen overschreed, veel meer dan Yoruba (31.860 artikelen) en het Plateaumalagasi (94.935 artikelen). 